# ان‌جی‌سی ۱۶۷۲
ان‌جی‌سی ۱۶۷۲ یک کهکشان است. گسترهٔ این کهکشان حدود ۷۵۰۰۰ سال نوری است. بیشتر کهکشان‌های مارپیچی‌ در مرکز خود دارای یک غبار بزرگ نورانی هستند که احتمالاً سیاه‌چاله‌های کلانجرم باشند، که باعث می‌شوند ستارگان به دور آن‌ها بچرخند. فاصلهٔ کهکشان ان‌جی‌سی ۱۶۷۲ با زمین ۶۲۰۰۰ سال نوری است.